# Japan Cup 2011 (ciclismo)
La Japan Cup 2011, ventesima edizione della corsa e valida come evento dell'UCI Asia Tour 2012 categoria 1.HC, si svolse il 23 ottobre 2011 su un percorso totale di 151,3 km. Fu vinta dall'australiano Nathan Haas che terminò la gara in 4h08'35" alla media di 36,51 km/h.
Al traguardo 42 ciclisti portarono a termine il percorso.

## Ordine d'arrivo (Top 10)
| Pos. | Corridore         | Squadra      | Tempo    |
| ---- | ----------------- | ------------ | -------- |
| 1    | Nathan Haas       | Genesys      | 4h08'35" |
| 2    | Taiji Nishitani   | Aisan Racing | s.t.     |
| 3    | Junya Sano        | D'Angelo     | s.t.     |
| 4    | Damiano Cunego    | Lampre-ISD   | s.t.     |
| 5    | Yusuke Hatanaka   | Shimano      | s.t.     |
| 6    | Manuele Mori      | Lampre-ISD   | a 2"     |
| 7    | Damiano Caruso    | Liquigas     | s.t.     |
| 8    | Miyataka Shimizu  | Bridgestone  | a 4"     |
| 9    | Cristiano Salerno | Liquigas     | a 7"     |
| 10   | Ivan Basso        | Liquigas     | a 9"     |